# جیسل کانیفسکی
جیسل کانیفسکی (اسپانیایی: Giselle Kañevsky‎؛ زادهٔ ۴ اوت ۱۹۸۵) بازیکن هاکی روی چمن زن یهودی اهل آرژانتین است.